# Edificio del Banco de Valencia de Almazora

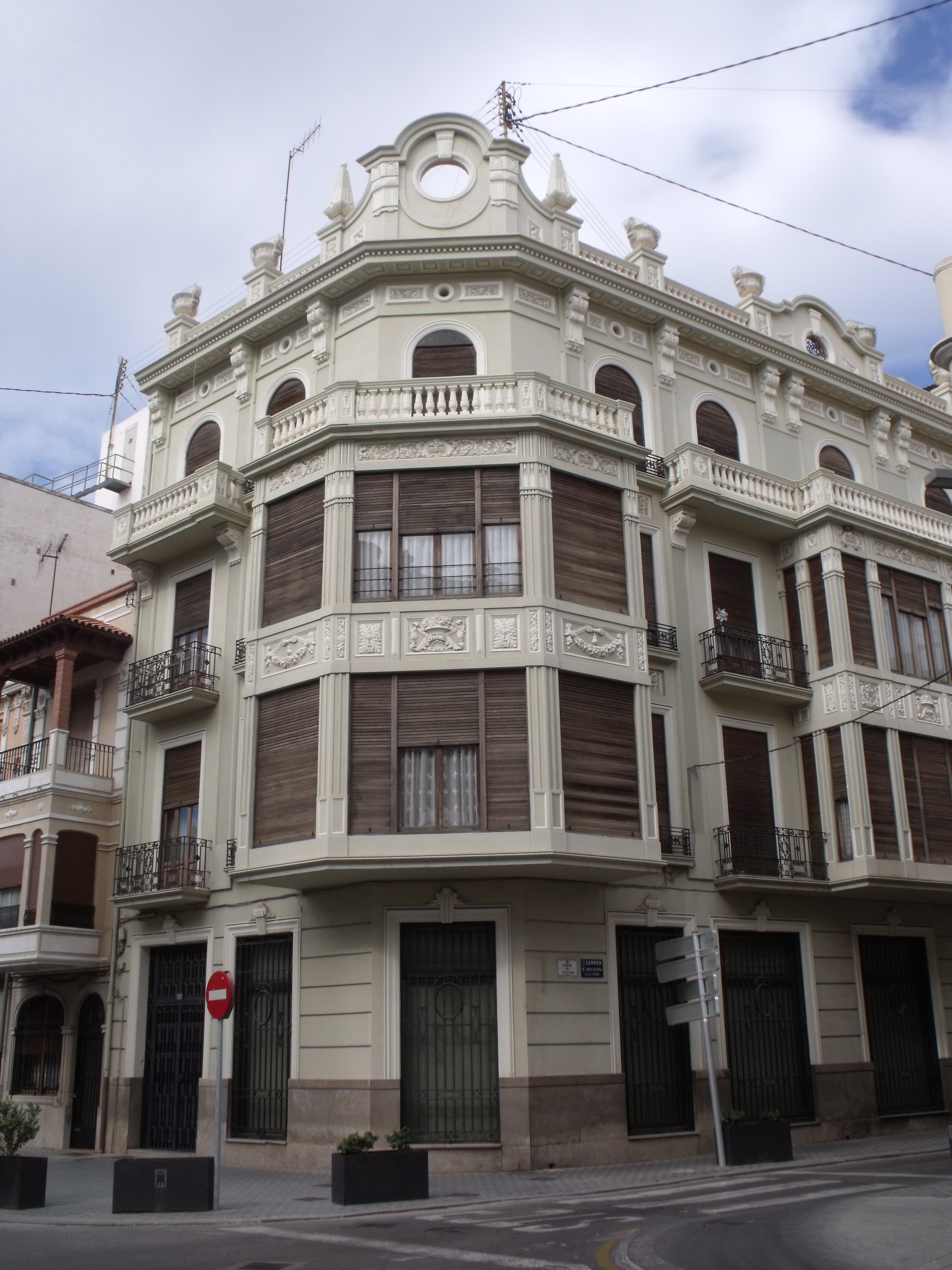

El Edificio del Banco de Valencia en Almazora, en la comarca de la Plana Alta, provincia de Castellón; es un Bien de Relevancia Local, como consta en la Dirección General de Patrimonio Artístico de la Generalidad Valenciana.
Se trata de un edifiico datado en la primera mitad del siglo XX (1931-1936), de estilo ecléctico-historicista. Se ubica en una esquina, entre las calles Trinidad y Alcora. Al ser chaflán no tiene fachada principal en ninguna de las dos calles, sino en el propio chaflán, el cual se presenta como la parte exterior más significativa del edificio con un remate constituido por un óculo inscrito en el peto y flanqueado por un par de pináculos.
En su planta baja se puede destacar los grandes ventanales enrejados. Por su parte, en las plantas superiores el volumen y presencia del edificio se ven reforzados por la presencia de dos grandes miradores. Presenta también una rica decoración vegetal y toques decorativos que podían clasificarse dentro del lenguaje Decó.